# Bente Pakkenberg
Bente Pakkenberg (født 3. januar 1949, død 14. april 2023) var en dansk neurolog og professor der arbejdede med stereologi indenfor hjernevidenskab ("neurostereologi").
Hun havde en lægeuddannelse og doktorgrad fra Københavns Universitet og var professor ved Bispebjergs Universitetshospital og adjungeret professor ved Aarhus Universitet, hvor hun havde et samarbejde med stereologen Hans Jørgen G. Gundersen.
Hun undersøgte blandt andet antallet af hjerneceller hos raske personer i forskellige aldersgrupper såvel som hos forskellige patientgrupper.
For eksempel fandt hun og hendes gruppe, at mænd i gennemsnit har flere neokortikale nerveceller end kvinder: 23 milliarder mod 19 milliarder, og at man i gennemsnit mister 10% af disse nerveceller fra man er 20 til 90.
Mod almindelig folketro har gruppen også fundet at alkoholikere ikke har færre neokortikale nerveceller end andre.
Seneste har Pakkenberg sammen med andre undersøgt ecstasy's virkning på antallet af hjerneceller i grise.

### Ekstern henvisning
- Bente Pakkenberg på Bispebjerg Hospitals hjemmeside fra Internet Archives Wayback Machine (arkiveret 10. marts 2007)